# 薩哈利塞斯
薩哈利塞斯（西班牙語：Sajalices），是巴拿馬的城鎮，位於該國中東部，由西巴拿馬省的查梅區負責管轄，面積24.8平方公里，海拔高度115米，2010年人口2,280，人口密度每平方公里91.9人。